# Chassis
 Denne artikel omhandler det generelle begreb. Opslagsordet har også en anden betydning, se Chassis (køretøj).
Chassis (flertal: "chassiser") er en bærende ramme, hvorpå der kan opbygges en struktur. Den har samme funktion som soklen til et hus og bruges for eksempel ved bygning af lastbiler eller kampvogne.

## Eksempler på brug
- For så vidt angår motorkøretøjer omfatter chassiset rammen plus det udstyr, der er nødvendigt for køretøjet kan bevæge sig, så som motor, gearkasse, drivaksel, differentialet og hjulophænget. Karosseriet, som er unødvendigt for køretøjets evne til at bevæge sig, opbygges på chassiset. Motorkøretøjsfabrikanterne leverer ofte udgaver, der kun består af et chassis eller af chassis og et tomt karosseri eventuelt kun af førerhus og chassis, som kan udstyres med specialiserede karosserier eller lad. Det kan være autocampere, brandbiler, ambulancer, flyttebiler og lignende.

- En kampvogns chassis består af den nederste del af kampvognen, hvilket indbefatter bælterne, motoren, førersædet og mandsskabskabinen. Kampvognschassiset tjener ofte som platform for andet end end en kampvogn, det kan være pansret mandskabsvogne (PMV), udstyr til ingeniørtropper osv.

- Et chassis i et fjernsyn, en radio eller anden elektronisk apparat består af en metal ramme, hvorpå de elektroniske kredsløb og andre elektroniske komponenter er monteret. I fravær af en metal ramme refererer chassis til selve de elektroniske kredsløb og komponenter ikke den fysiske struktur.

- I en computer refererer chassis til den metalramme, hvorpå bundkortet, CPU, harddisk, strømforsyning og andet udstyr er monteret. Den støtter også det kabinet, der beskytter edb-delene fra støv, fugt og pilfingre.